# Nesiotoniscus corsicus
Nesiotoniscus corsicus är en kräftdjursart som beskrevs av Emil Racoviţă1908. Nesiotoniscus corsicus ingår i släktet Nesiotoniscus och familjen Trichoniscidae. Inga underarter finns listade i Catalogue of Life.